# میتسورو اوشیجیما

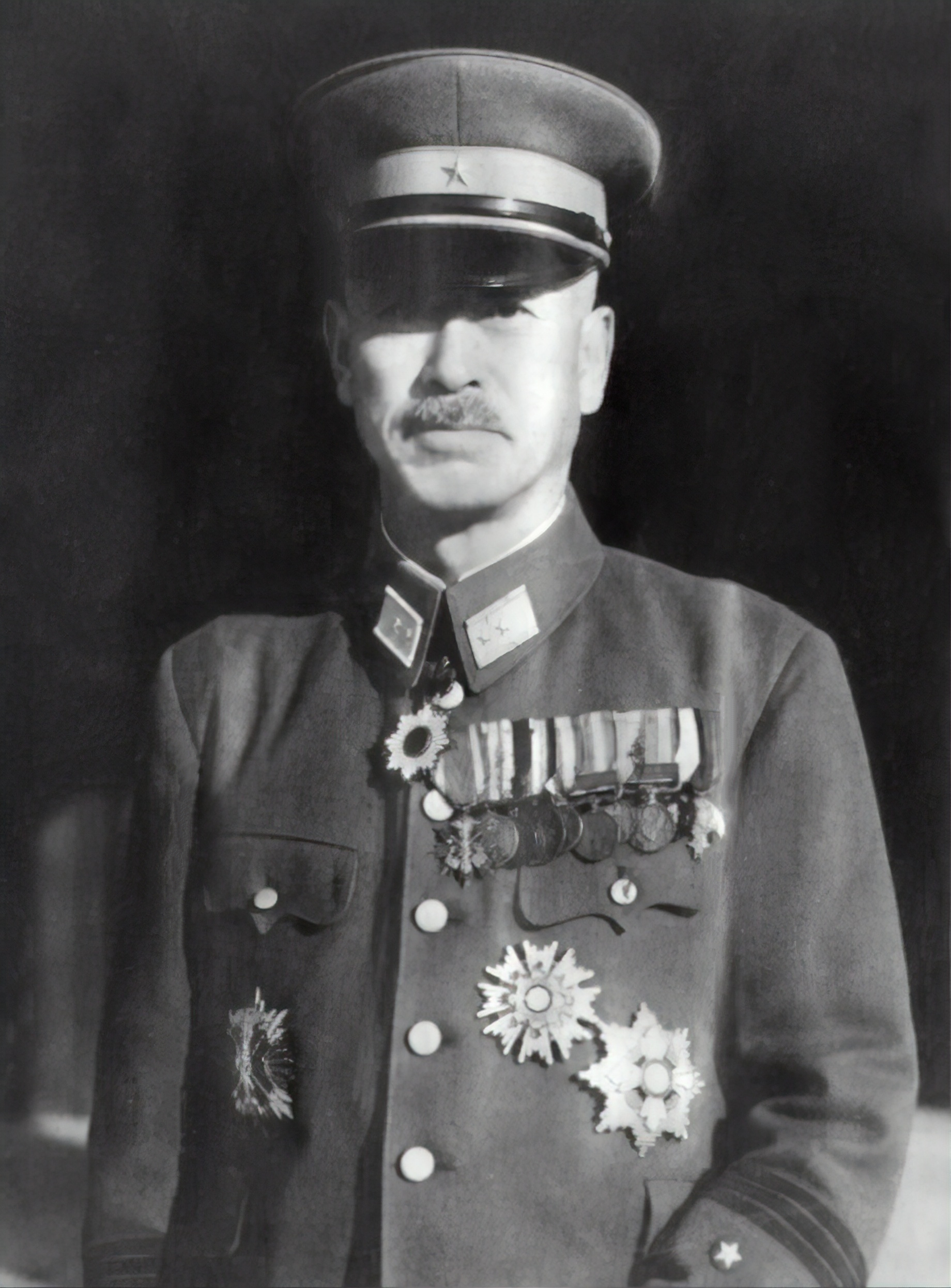
میتسورو اوشیجیما

میتسورو اوشیجیما (ژاپنی: 牛島 満) فرمانده عالی‌رتبه ژاپنی بود. وی نسبت به امپراتوری ژاپن بسیار متعصب بود. کم خوراک بود، سربازان شجاع را بسیار دوس می‌داشت و نسبت به آیین شینتو به شدت وفادار بود.
در نبرد بزرگ اکیناوا وی قسم یاد کرده بود که هرگز اوکیناوا را تسلیم نکند و توانست حدود ۸ بار سه لشکر آمریکایی در منطقه ای به اسم تیغ اره شکست داده و به عقب براند. بالاخره پس از مقاومت‌های بسیار، اوکیناوا به دست آمریکایی‌ها تصرف شد و او به خاطر احترام به فرهنگ و سنت ژاپنی خودکشی کرد.
صحنهٔ خودکشی (هاراگیری) این فرمانده در فیلم ستیغ هک‌سا (Hacksaw Ridge) به نمایش درآمده است.